# Naboro
Naboro est une localité située dans le département de Gossina de la province de Nayala dans la région de la Boucle du Mouhoun au Burkina Faso.